# Морисо, Франсуа

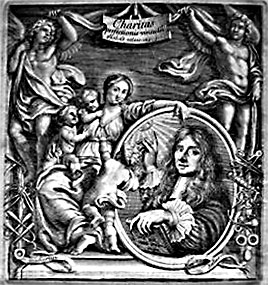
Франсуа Морисо.

Франсуа́ Морисо́ (фр. Francois Mauriceau; 1637 — 17 октября 1709) — врач-акушер, живший в Париже. Обучался акушерству в больнице Отель-Дьё.

## Биография
Морисо был ведущим акушером Европы XVII века. В 1668 году он опубликовал капитальное врачебное руководство «Traité des Maladies des Femmes Grosses et Accouchées» («Трактат о болезнях беременных и о родах»), в котором предложил несколько новых врачебных инструментов и операций. Книга была переведена на несколько языков. Также Морисо известен тем, что усовершенствовал некоторые классические приёмы родовспоможения при тазовых родах. Он дал описание внематочной беременности, и, вместе с повитухой из Германии Жюстиной Зигмунд (1636—1705), считается первым, кто ввёл практику прокалывания околоплодного пузыря для остановки кровотечения при предлежании плаценты.
В 1670 году английский акушер Хью Чемберлен Старший попытался продать Франсуа Морисо секрет первых акушерских щипцов, которым семья Чемберленов владела около сотни лет. Морисо, чтобы испытать Чемберлена, дал тому задание принять сложные роды: рожала 38-летняя карлица, с патологически деформированными тазовыми костями. Задача была невыполнима: мать и младенец умерли. Морисо не стал приобретать у Хью-старшего щипцы, и тот вернулся в Англию.

## Публикации
- Les Maladies des Femmes grosses et accouchées. Avec la bonne et véritable Méthode de les bien aider en leurs accouchemens naturels, & les moyens de remédier à tous ceux qui sont contre-nature, & aux indispositions des enfans nouveau-nés... Париж Henault, d'Houry, de Ninville, Coignard 1668.
- Observations sur la grossesse et l'accouchement des femmes et sur leurs maladies et celles des enfans nouveau-nez. Paris, Anisson, 1694.